# I kronans kläder
I kronans kläder är en svensk lustspelsfilm i två akter från 1915 i regi av Georg af Klercker.

## Handling
Soldaten Bengt (Gustaf Bengtsson) har problem med exercisen, varför löjtnanten (Erik Berglund) beordrar straffexercis. Där uppför sig Bengt så illa att han åker i kurran. Medan vaktposten flörtar med en flicka passar Bengt på att rymma. Han passerar en damm där det på stranden ligger en hög med damkläder, han byter ut sin ligger uniform mot dem. När Zara (Zara Backman) kliver upp ur vattnet tvingas måste hon ta på sig Bengts uniform. Följden blir att hon tas fast av militärpolisen som söker efter Bengt.

## Om filmen
Filmen premiärvisades den 9 november 1915 på Biografen Sture i Stockholm. Den spelades in vid Victoriabiografens bakgårdsateljé i Göteborg. Filmen var Hasselbladfilms första komiska film och framgången var tillräcklig för att man 1916 skulle producera en fortsättning på spexet, Bengts nya kärlek eller Var är barnet?.

## Rollista (i urval)
- Gustaf Bengtsson – Bengt, beväring
- Zara Backman – Zara
- Dagmar Ebbesen – Rosamunda Schön
- Gösta Björkman – Johan August Johnson
- Wiktor Andersson – arrestvakt
- Erik Berglund – löjtnant
- Manne Göthson – vaktchef
- Rulle Bohman – beväring
- Algot Gunnarsson – beväring